# Monumento al Encierro
Monumento al Encierro es un monumento escultórico conmemorativo a los encierros de toros del escultor bilbaíno Rafael Huerta. Fue innagurado en la ciudad de Pamplona el 6 de julio de 1994 y posterioremte amplíado en 21 de abril de 2007.

## Ubicación

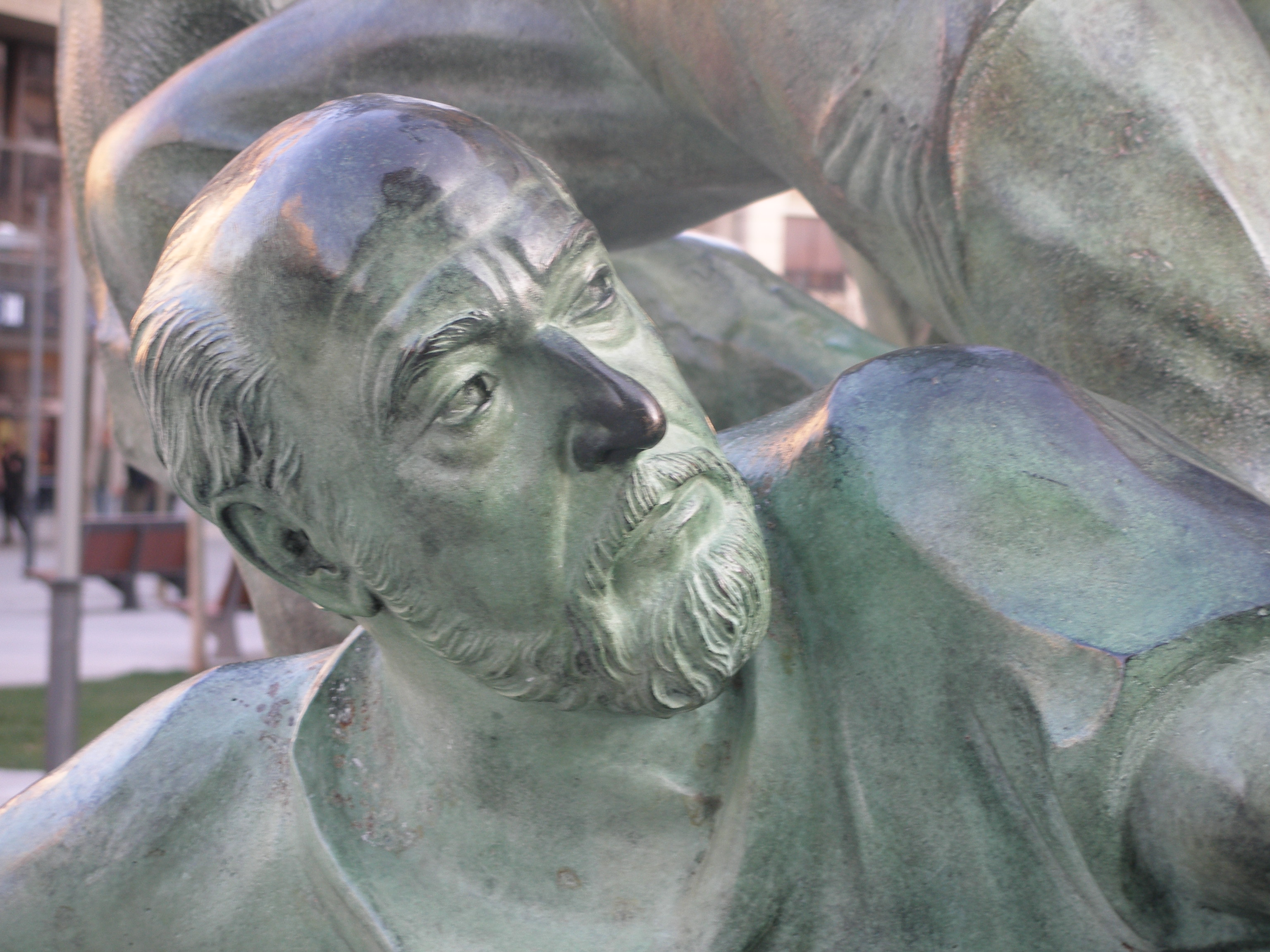
Autorretrato del escultor Rafael Huerta en el monumento.

Está situado en el Segundo Ensanche de Pamplona, cerca de la Plaza de Toros de la ciudad en el cruce de las avenidas de Roncesvalles y Carlos III, junto al memorial Germán Rodríguez.

## Descripción
Es un impresionante monumento en homenaje a los encierros de los Sanfermines. Representa con un realismo la expresividad y dinamismo de un momento agitado del encierro en el que los corredores están siendo alcanzados por los toros. «La escultura debía de ser una instantánea del encierro y expresar acción, una estampida», declaró el Rafael Huerta.
El grupo escultórico esculpido en bronce está compuesto por diecinueve figuras: seis toros de Victorino Martín, tres cabestros y diez corredores. La escultura actual es una obra armoniosa de 11 metros de largo y 4 metros de ancho más un pedesatal de hormigón armado. Se trata de una ampliación innagurada en 2007 a partir de la escultura de la original de 1994 (donde solo había 2 corredores y 1 toro) a petición del Ayuntamiento de Pamplona en 2004. 
El propio Rafael Huerta se autorretrató en uno de los corredores tirados en el suelo. «No quería ser protagonista, pero me dio la corazonada de ponerme, como han hecho otros autores en sus obras». Originalmente, el escultor representó a Julen Madina y el concejal Ignacio Pérez Cabañas en la obra, ambos corredores de sanfermines, pero luego fueron retirados por presión social. La identidad del resto de corredores son anónimas.

## Galería

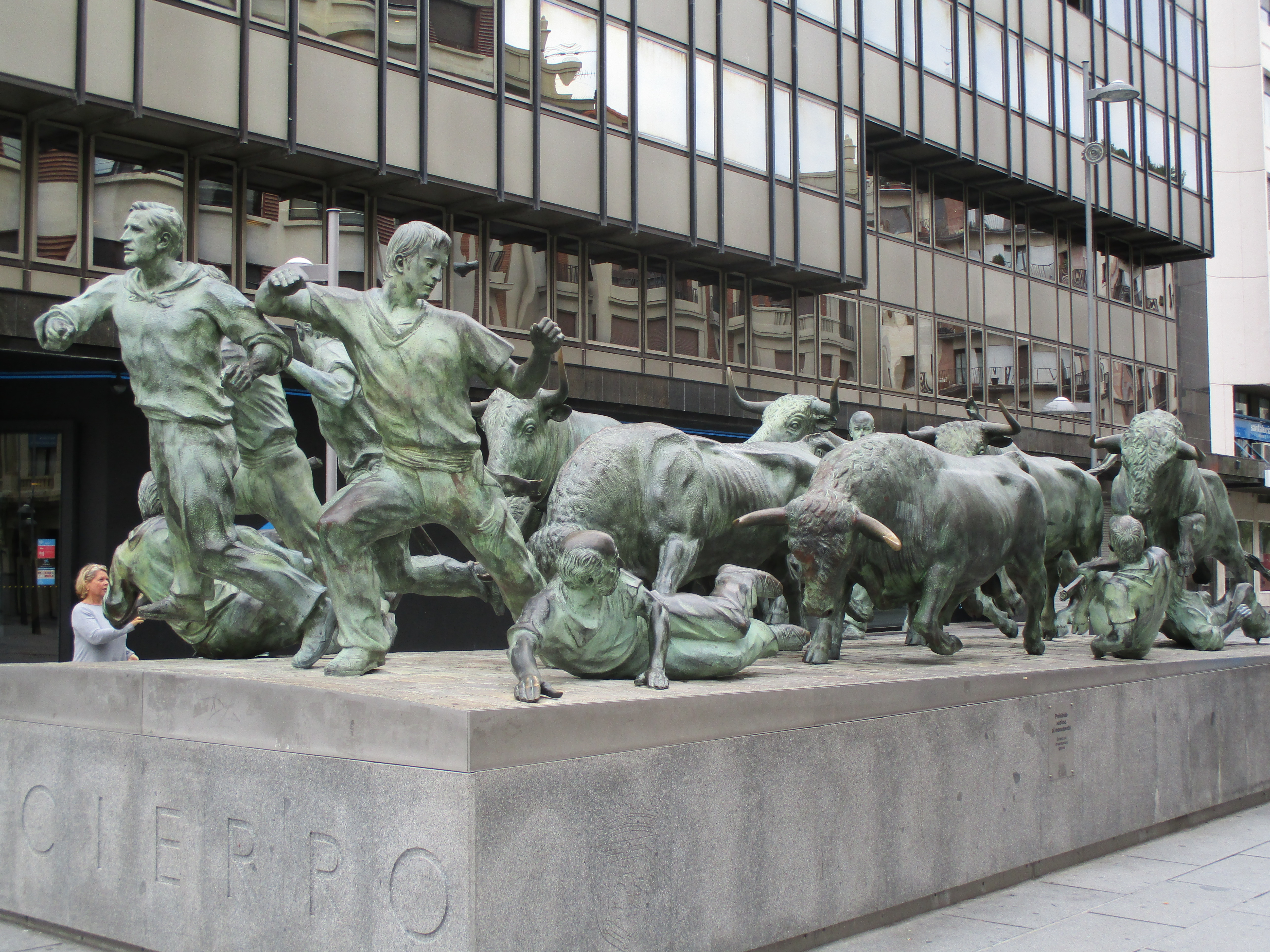
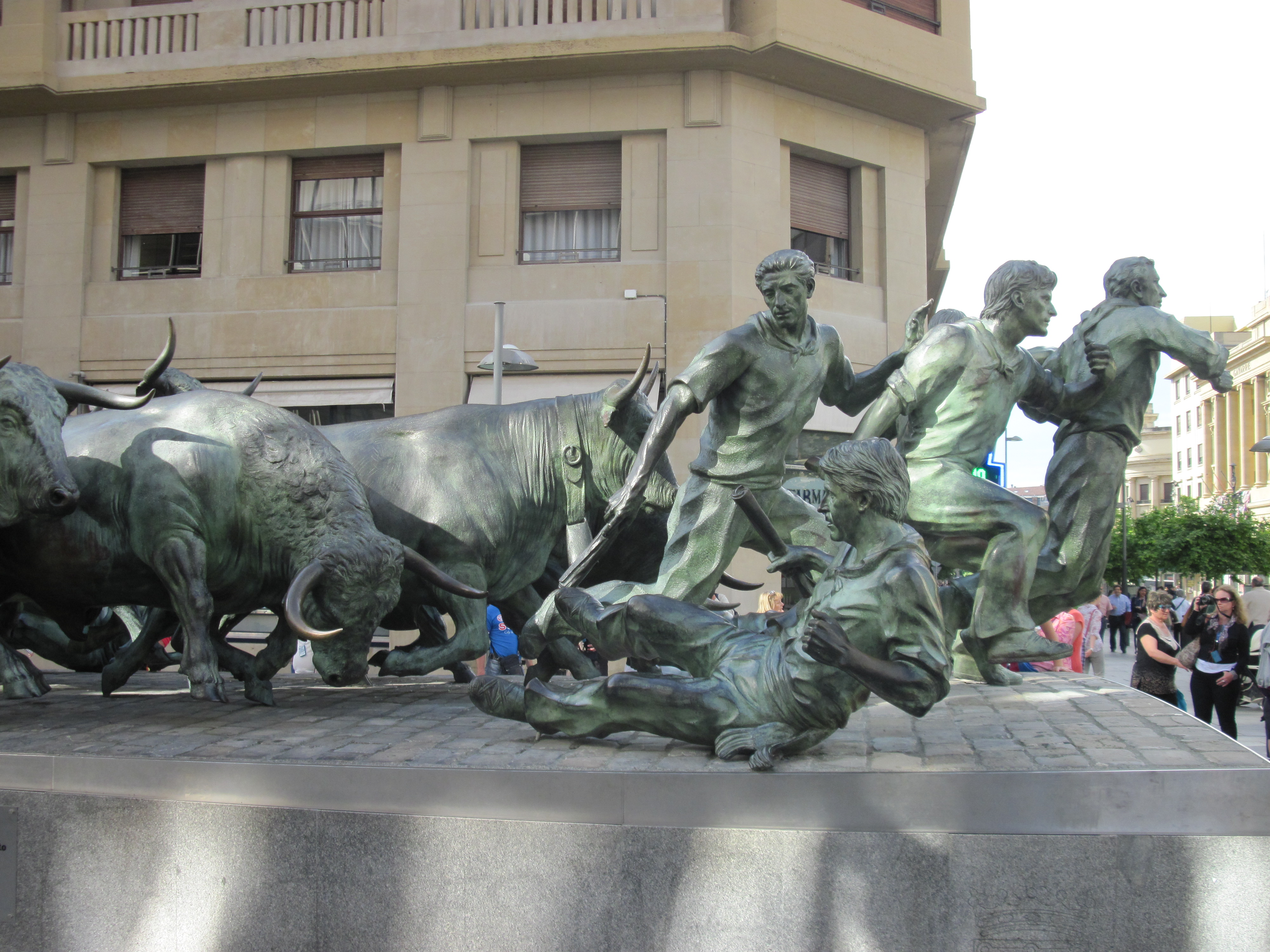
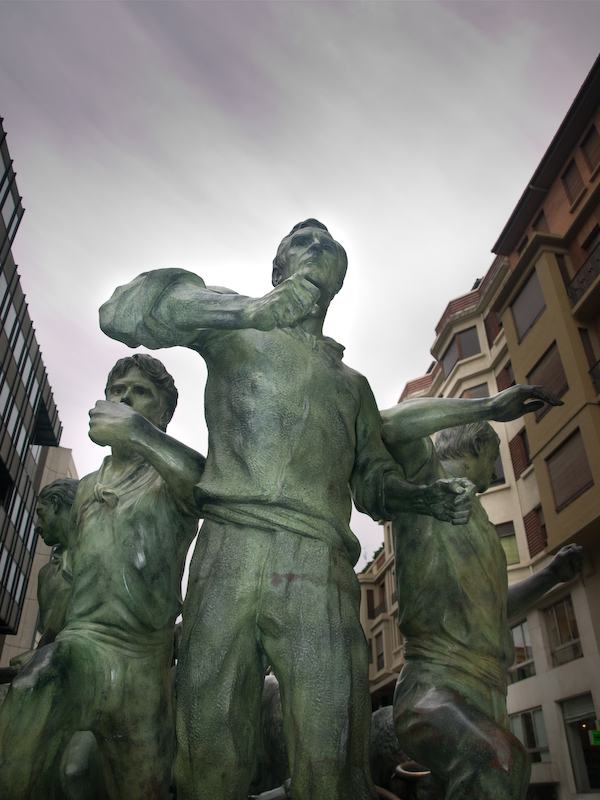
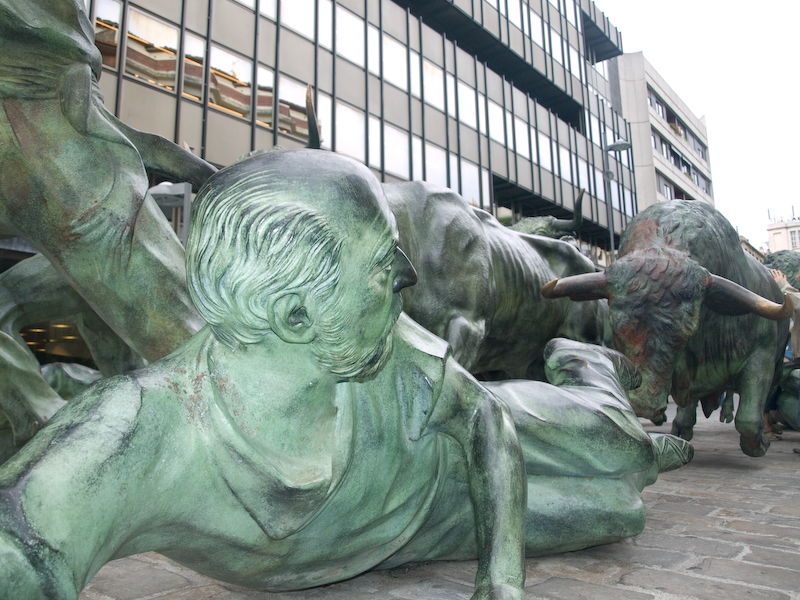
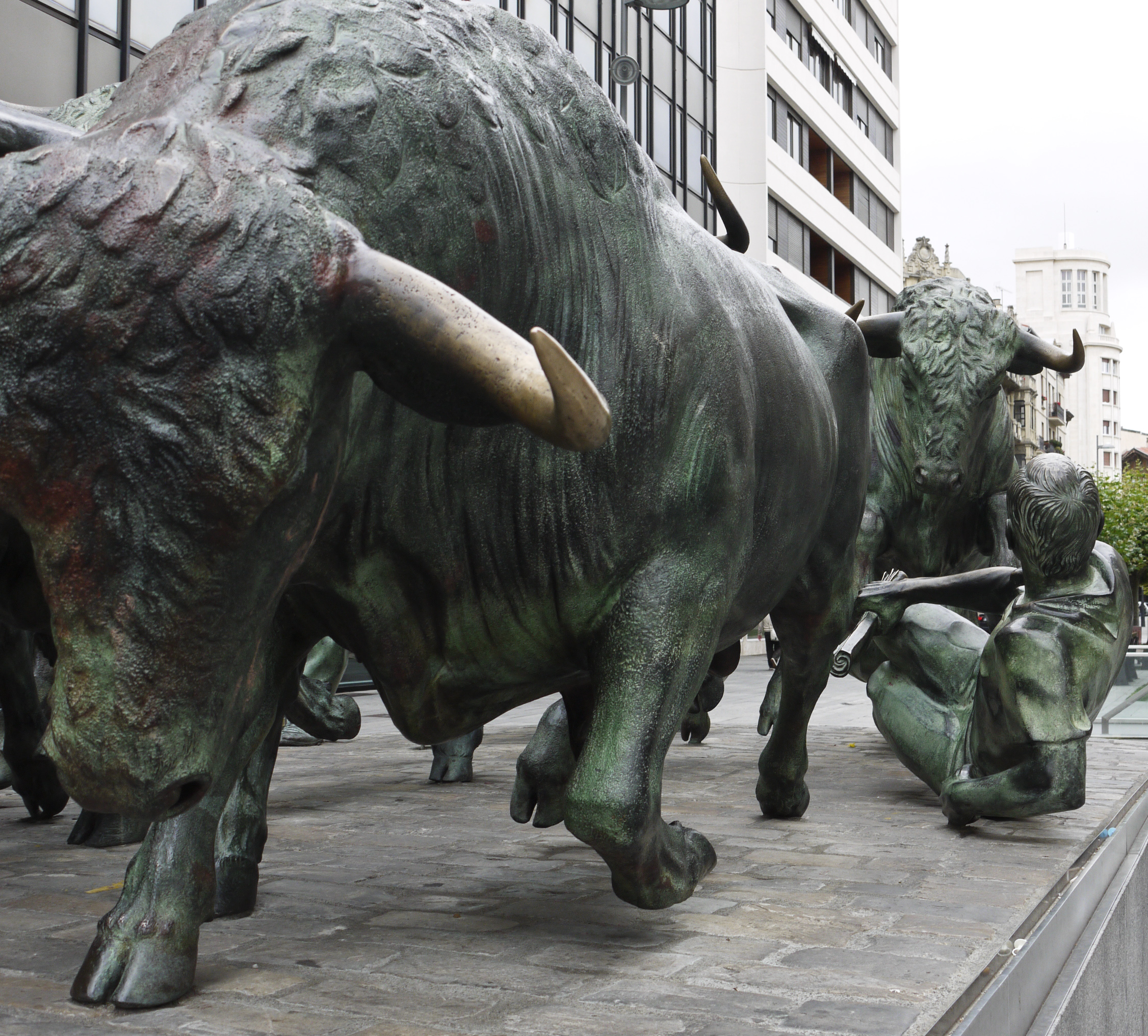
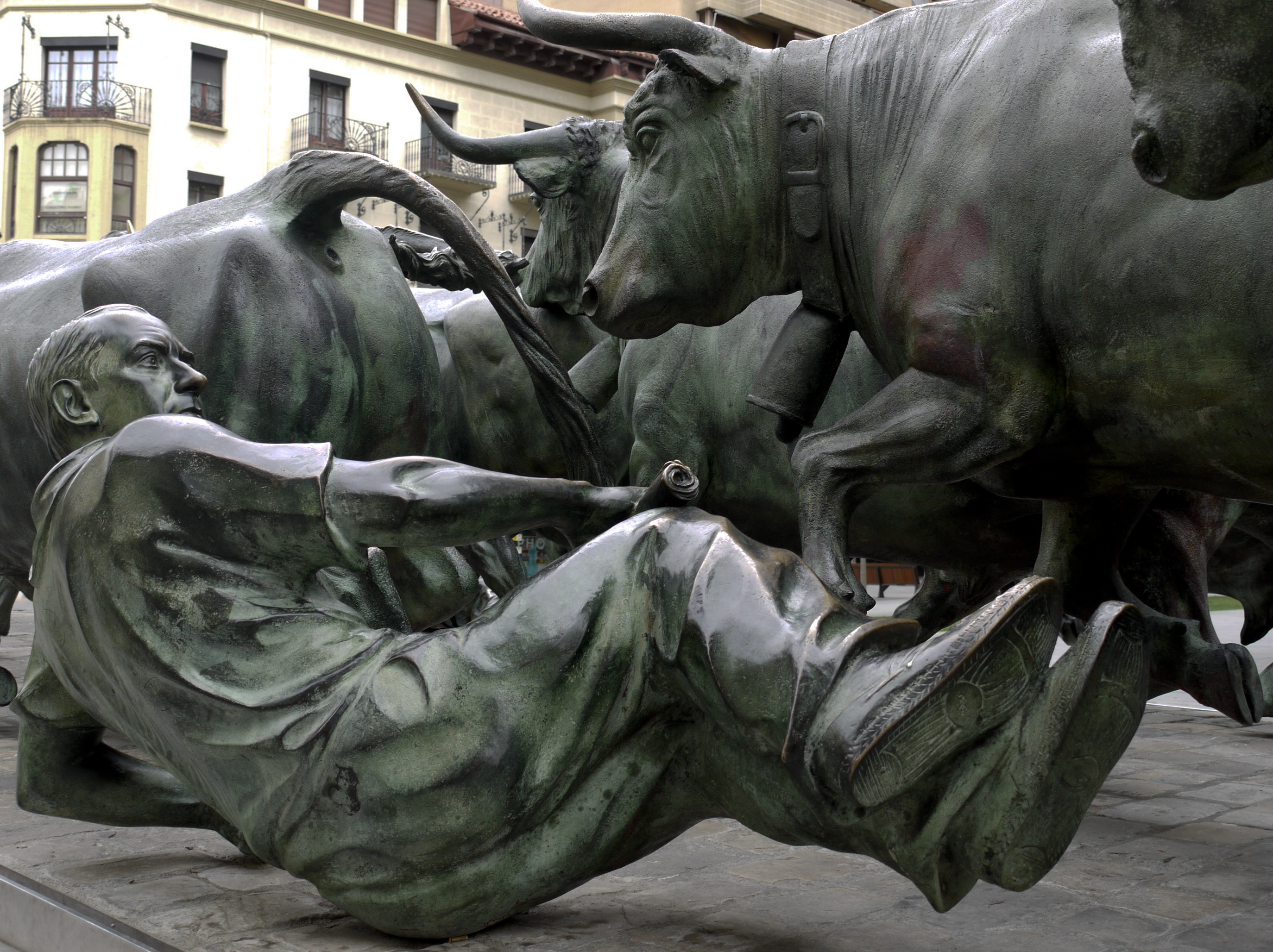